# Amikeca Reto
Amikeca Reto (рус. «Дружеская сеть») — список эсперантистов по всей земле, которые хотят сотрудничать и обмениваться идеями между собой.

## История
Amikeca Reto была создана в Булонь-сюр-Мер в 1987 году во время конгресса Всемирной Вненациональной Ассоциации (эсп. Sennacieca Asocio Tutmonda, SAT). И с тех пор как бесприбыльная ассоциация находится под её протекторатом.
Дважды в год Amikeca Reto издает путеводитель, в последнем из которых содержалось более чем 400 адресов из 40 стран.

## Особенности Amikeca Reto
Главным образом сеть выделяется своей культурной и образовательной направленностью в сфере туризма. Принимающая сторона, кроме общения на эсперанто, по желанию приезжих организует им посещения на места работы, в клубы, ассоциации и т.п., в общем вводит своих гостей в свой образ жизни.
Amikeca Reto подобен другой гостевой эсперанто-сети — Pasporta Servo. Однако, в отличие от неё её члены не обязаны предлагать приезжим проживание в их домах.